# HD Schrader

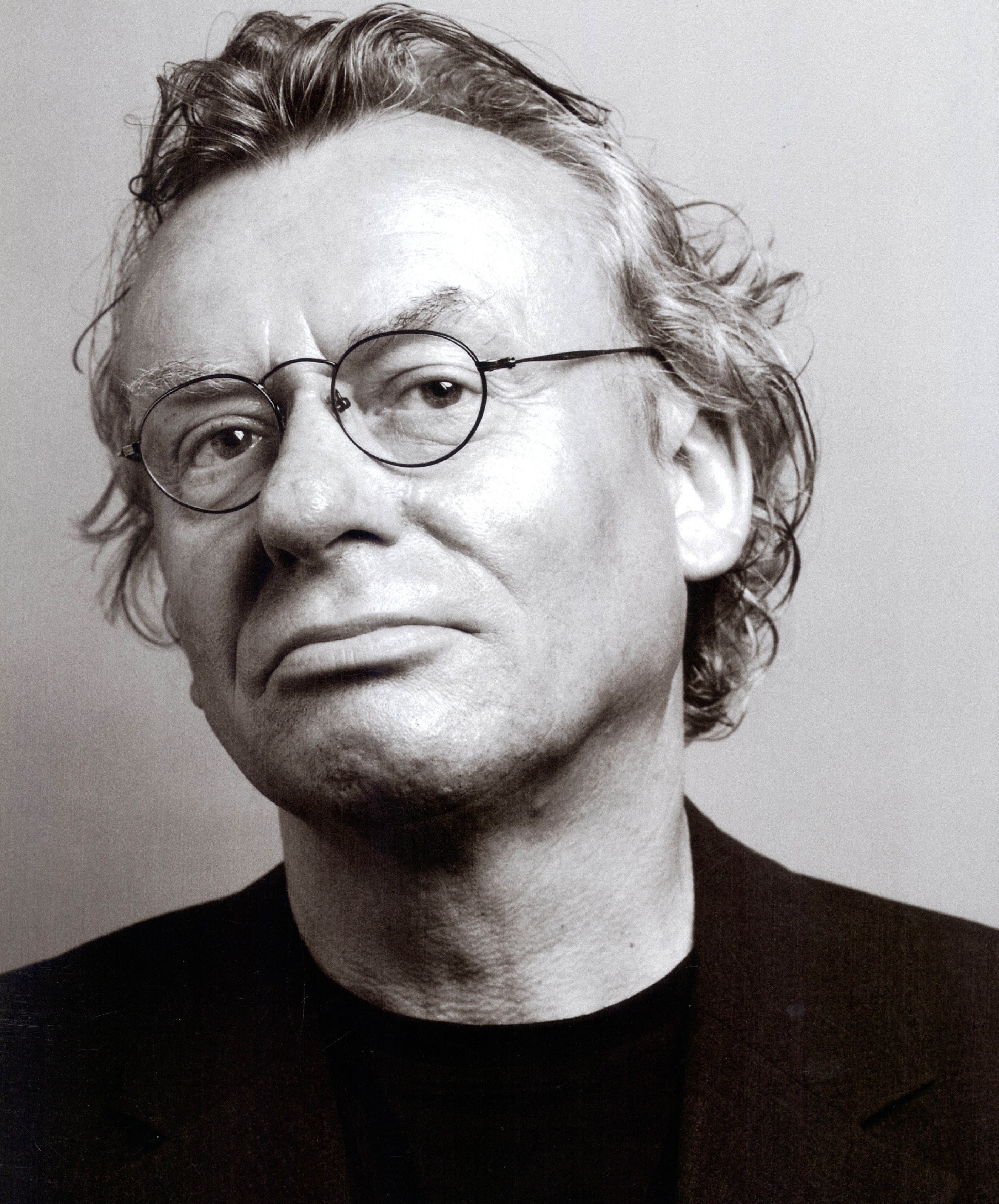
portret HD Schrader (2010)

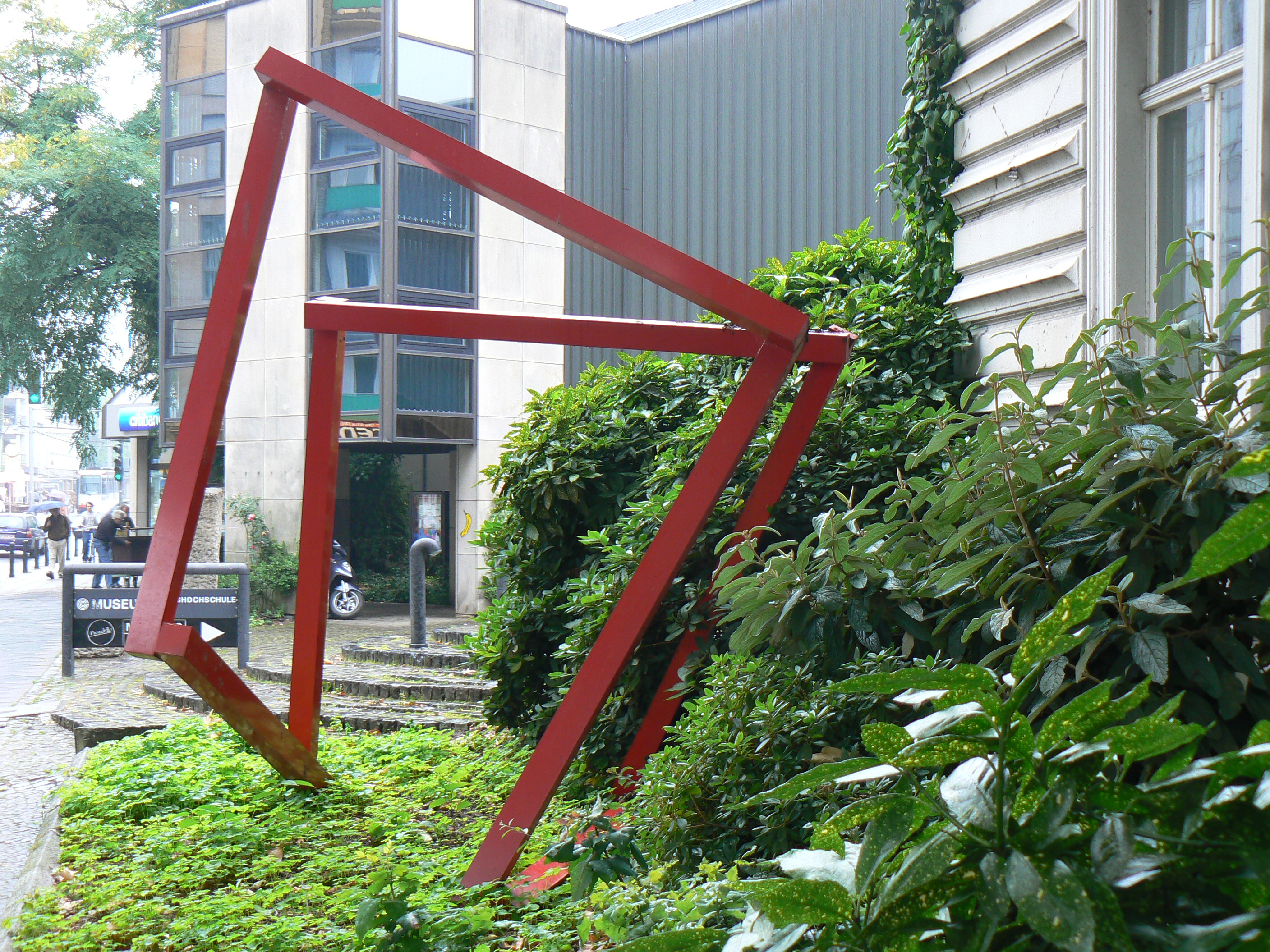
Elastic Cube in Gelsenkirchen-Buer

HD Schrader (Bad Klosterlausnitz, 1945) is een Duitse beeldhouwer, schilder en graficus.

## Leven en werk
Hans D. Schrader volgde van 1963 tot 1965 onderricht in San Francisco, gevolgd door een opleiding bij de schilder Max Hermann Mahlmann aan de Werkkunstschule in Hamburg van 1965 tot 1969. Zijn eerste deelname aan een expositie was in 1969 in Bonn met zijn sculptuurserie Quadratreihungen.
In 1972 was Schrader in Antwerpen medeoprichter van de Internationaler Arbeitskreis für Konstruktive Gestalltung (IAFKG). Leden waren naast Schrader onder andere Pierre de Poortere, Guy Vandenbranden en François Morellet. De groep hield zes symposia van 1976 tot 1983.
In 1986 werd Schrader benoemd tot hoogleraar aan de Fachhochschule in Dortmund. De kunstenaar woont en werkt in Hamburg. In 2003 won Schrader de Goslarer Kaiser Ring en werd zijn werk tentoongesteld in het Mönchehaus Museum Goslar in Goslar.

## Werken (selectie)
- 1969 sculptuurserie Quadratreihungen
- 1970 sculptuurserie Kubusreihungen
- 1973 sculptuur Kugel im Kubus, Kunstverein Hamburg
- 1976 Vom Kugel zum Kubus (serie schilderijen)
- 1986 Viereck und Viereck - staal, Schloss Gottorf in Schleswig
- 1986 Viereck und Viereck - hout, Kunststation Kleinsassen in Hofbieber-Kleinsassen
- 2000 Elastic Cube, Kunstmuseum Gelsenkirchen in Gelsenkirchen-Buer
- 1996/2003 Cubecrack in Goslar, Herne, Hof en Lübeck
- 2003 Strömungen, Bundesamt für Seeschifffahrt und Hydrographie aan de Neptunallee in Rostock
- 2005 Kubushochzeit in Bad Oldesloe (Stormarner Kreisverwaltung), Niebüll en Völklingen (werelderfgoed UNESCO Völklinger Hütte in Saarland)

## Fotogalerij

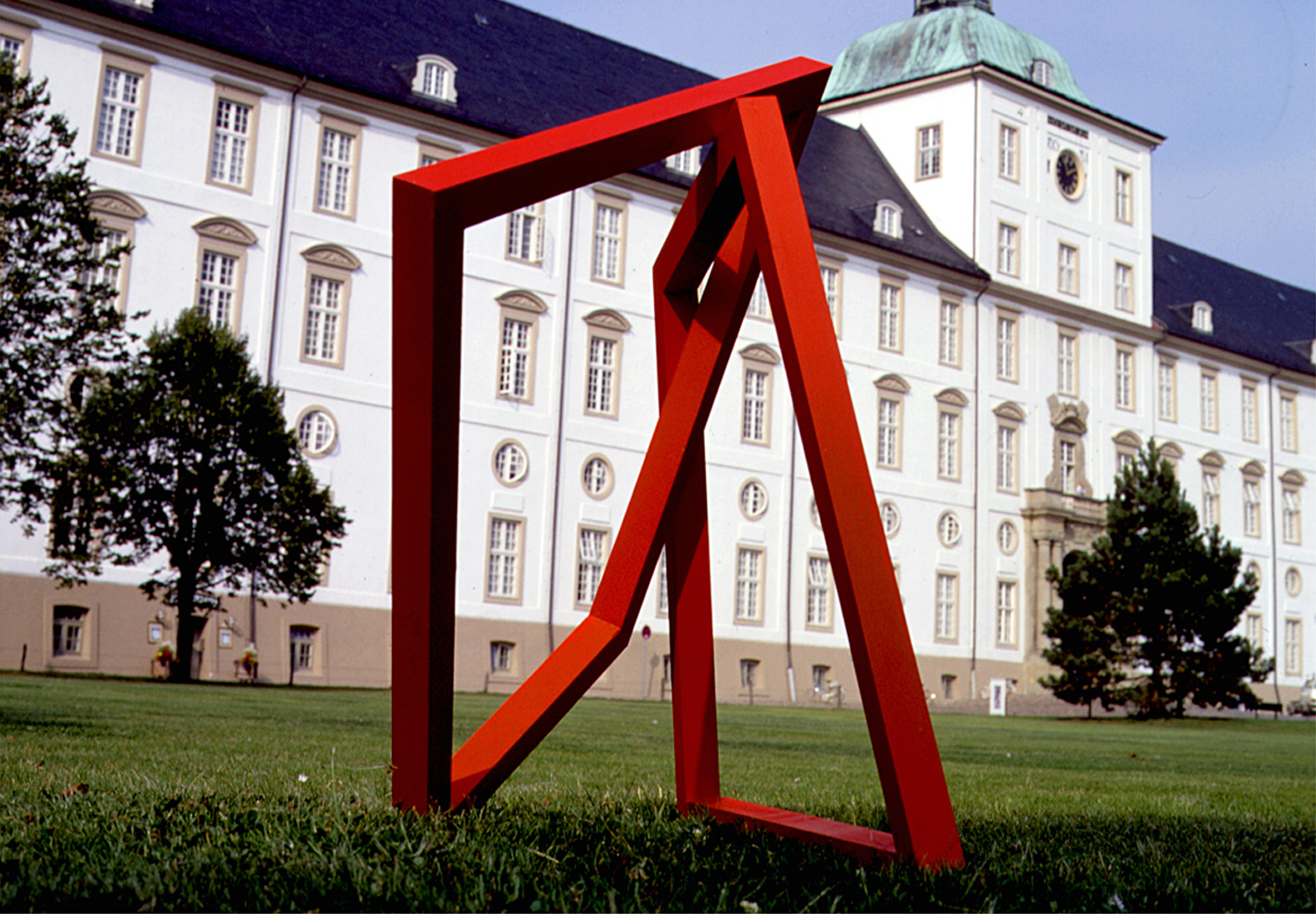
Viereck und Viereck, Schleswig
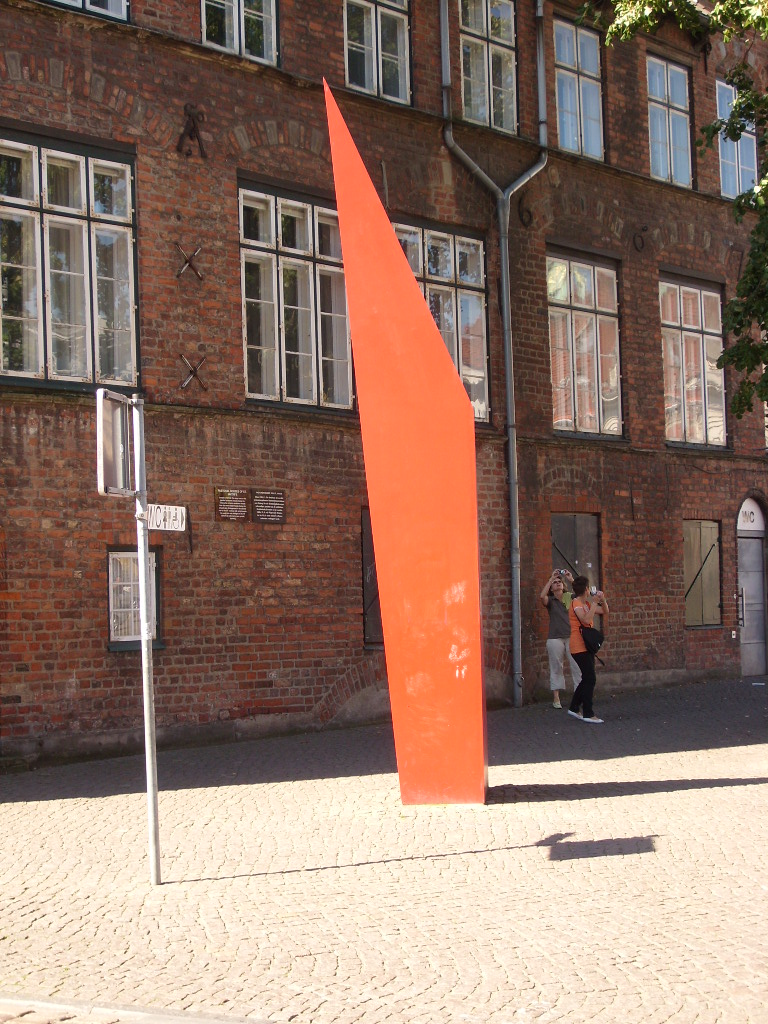
Cubecrack in Lübeck
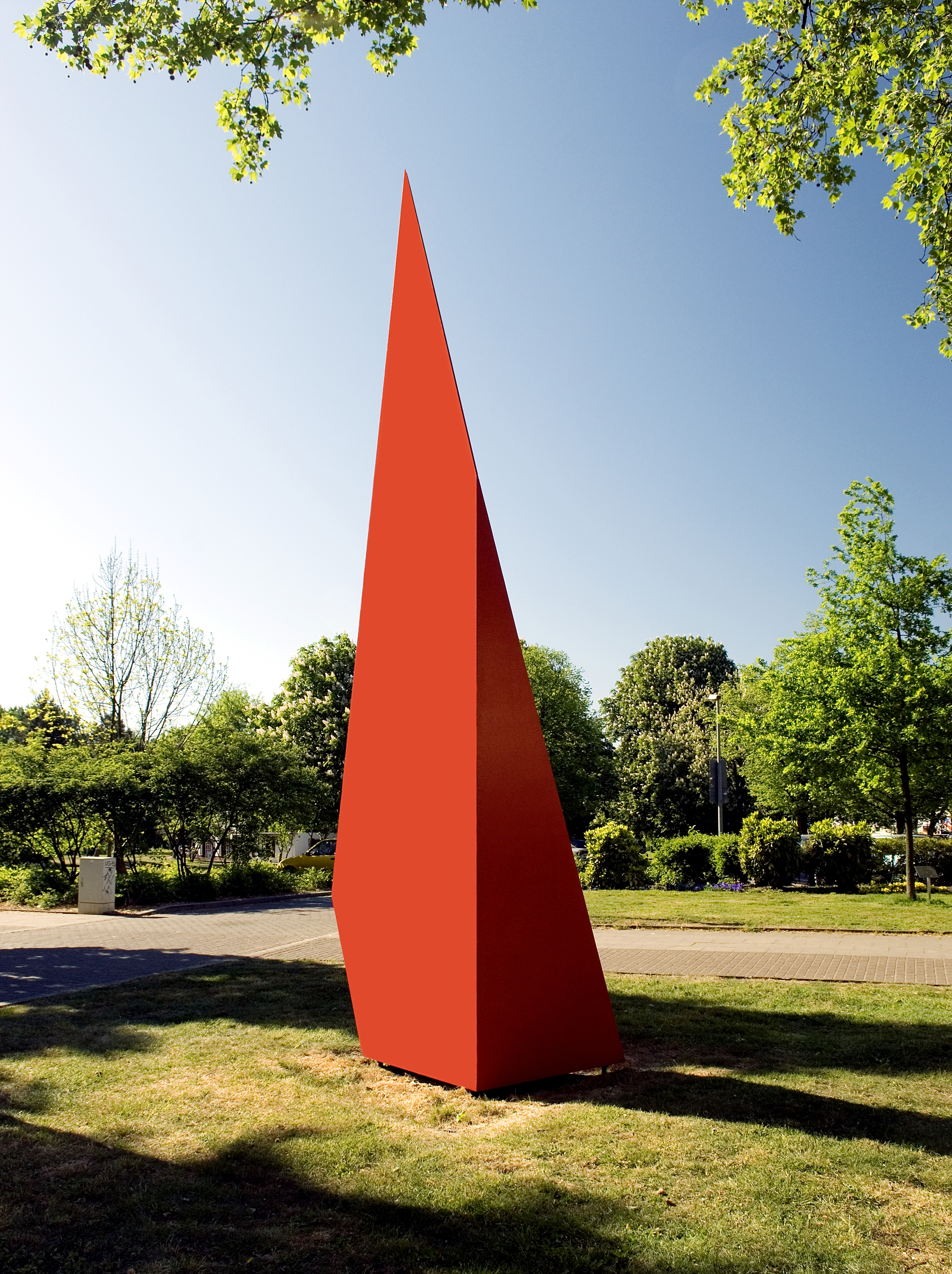
Cubecrack Nr. 1, Herne
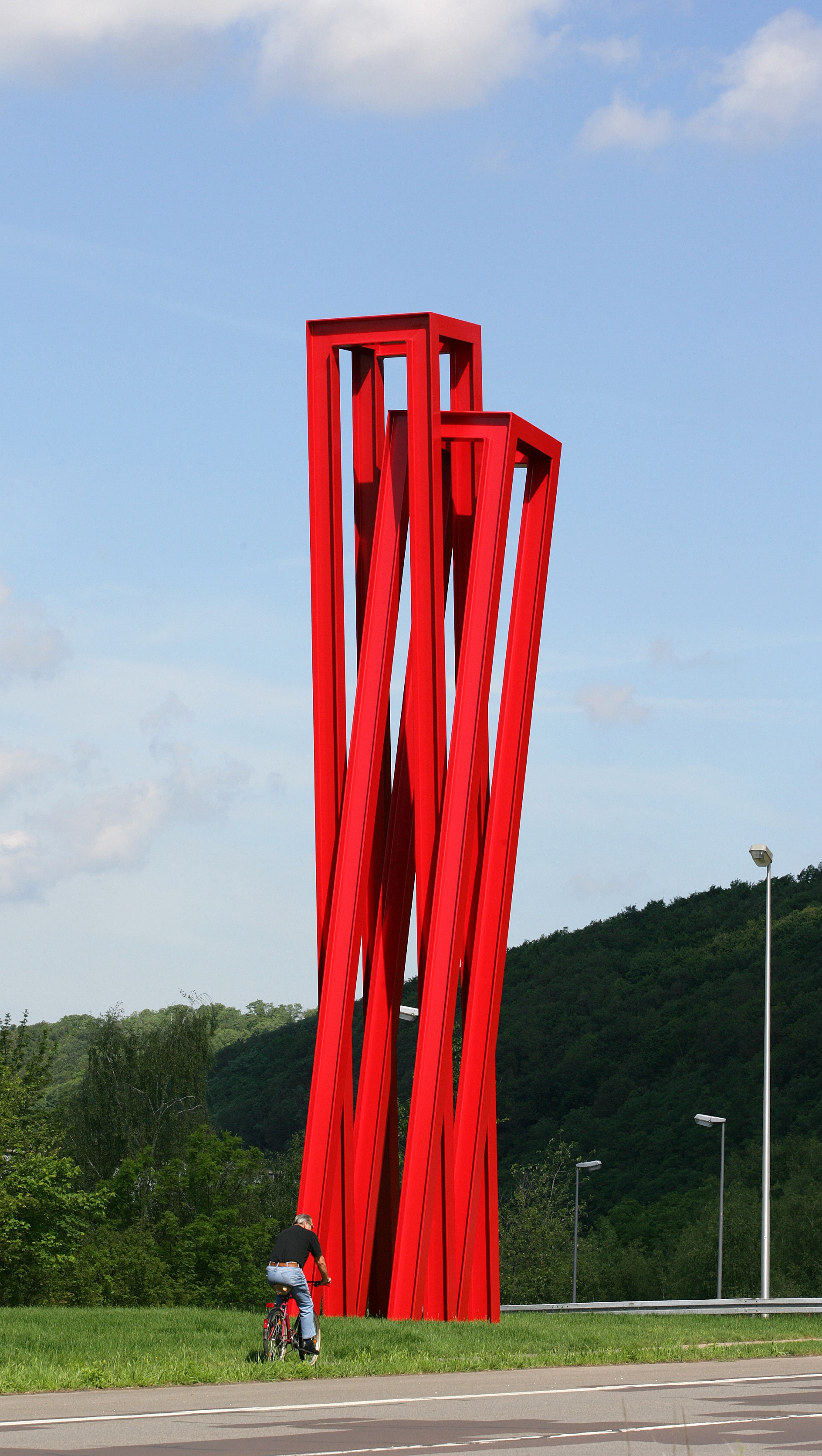
Kubushochzeit, Völklingen